# Leucauge apicata
Leucauge apicata là một loài nhện trong họ Tetragnathidae.
Loài này thuộc chi Leucauge. Leucauge apicata được miêu tả năm 1899 bởi Thorell.